# أيلزبري

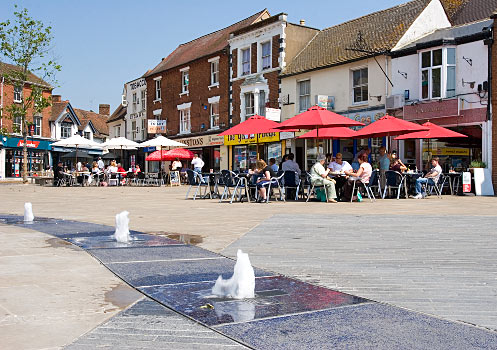
ساحة كينغزبري بمدينة أيلزبري

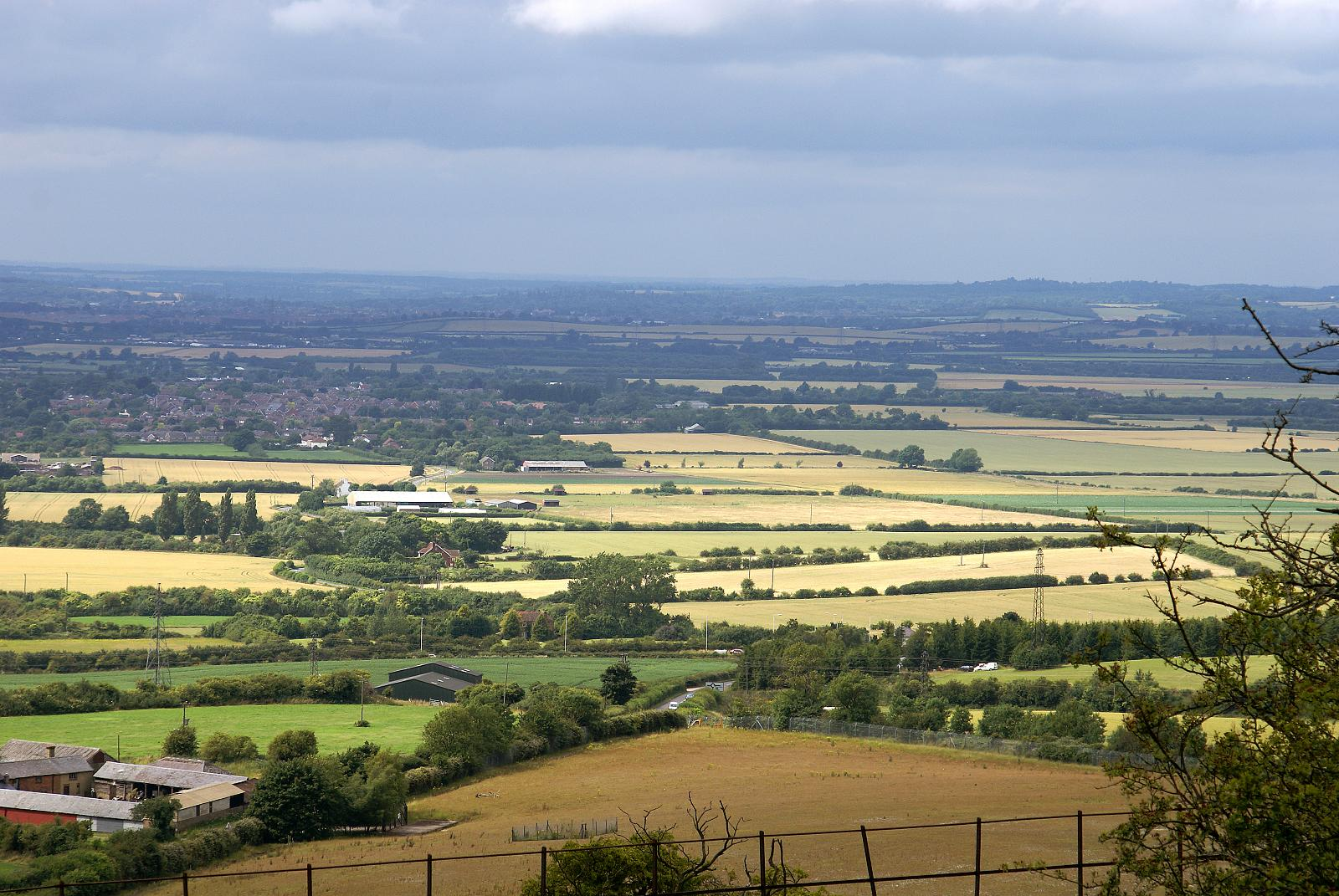
سهل أيلزبري

أيلزبري (بالإنجليزية: Aylesbury) حاضنة مقاطعة باكنغهامشير الإنجليزية التي تجاور العاصمة لندن من الجهة الشمالية الغربية.

## توأمة
لأيلزبري اتفاقيات توأمة مع:
- بورغ أون بريس

## أعلام
- إيمرسون بويس
- مانلي كيمب
- جيمس كلارك روس
- هيلين أيتشيسون
- مات فيليبس
- إيلين وايت
- مايك سميث
- مايكل أبتيد
- جورج شو
- إدموند وايت